# Cielętniki (Basse-Silésie)
Pour les articles homonymes, voir Cielętniki.
Cielętniki est une localité polonaise de la gmina de Zawonia, située dans le powiat de Trzebnica en voïvodie de Basse-Silésie.

## Histoire
Dans le livre latin Liber fundationis episcopatus Vratislaviensis écrit à l'époque de l'évêque Henri de Wierzbno dans les années 1295-1305, la ville est mentionnée sous la forme latinisée Czenethniki.